# Götz Briefs
Götz Briefs (né le 1er janvier 1889 à Eschweiler; décédé le 16 mai 1974 à Rome) était un sociologue catholique, un chercheur en éthique sociale, un philosophe de la société et un économiste politique qui, avec Gustav Gundlach, SJ a influencé les enseignements du pape Pie XI sur la société.

## Biographie
En 1908, Briefs étudie l'histoire et la philosophie à l'université de Munich. Comme il était de coutume dans les cercles académiques allemands de l'époque, il changea souvent d'université, allant en 1909 à Bonn, et plus tard en 1911 à Fribourg. À Fribourg, il devient un membre du K.D.St. V. Wildenstein Freiburg im Breisgau, une fraternité universitaire catholique qui appartenait au Cartellverband der katholischen deutschen Studentenverbindungen. En 1911, il achève sa thèse de doctorat par une recherche sur l'impact de l'industrie des boissons alcoolisées sur les structures de prix du marché. Il est récompensé par une Summa Cum Laude pour son travail de thèse et il continue de travailler sur le thème du profit pour son habilitation en 1913.
En 1919, il est nommé professeur d'économie à l'université de Fribourg-en-Brisgau. Cette même année, il se marie avec Anna Weltmann (1881-1946). Deux années plus tard, en 1921, il devient titulaire à la Julius-Maximilian-Universität de Wurtzbourg. En 1923 il retourne à Fribourg et en 1926 à Berlin à la Technische Hochschule. En 1928, il fonde un institut pour la sociologie Industrielle à Berlin.
Après la victoire du national-socialisme aux élections en Allemagne et la prise du pouvoir par les nazis, comme beaucoup d'autres catholiques, il voit sa carrière brisée et il est contraint à l'exil. Götz Briefs émigre vers les États-Unis où il trouve un poste d'enseignement, comme professeur invité, à l'université catholique d'Amérique. Il devient ensuite professeur titulaire de chaire à la Jesuit Georgetown University à Washington. Il est membre d'honneur du KDStV Borusso-Saxonia Berlin (de), du KDStV Hercynia Freiburg im Breisgau (de)
Après son veuvage en 1946, il épouse Elinor Castendyk (1928-1974) en 1951, qui plus tard s'est fait connaître pour son travail et ses traductions de Romano Guardini. Après la retraite de Briefs, le couple est allé vivre dans un ermitage de montagne à côté de l'abbaye de Berryville dans le comté de Clarke, en Virginie, où il se rendait presque tous les jours.

## Influence
Briefs a eu un impact sur l'enseignement social de l'Église catholique et fut considéré comme celui qui avait tenu la plume du pape Pie XI lorsque celui-ci fit paraître l'encyclique Quadragesimo anno, en collaboration avec son ami le jésuite Gustav Gundlach (de), en compagnie duquel il passait ses vacances d'été. Le 16 mai 1974 Briefs mourut à Rome après une courte maladie. Il est inhumé au Vatican dans le cimetière teutonique.
Avec Gustav Gundlach, Theodor Brauer, Paul Jostock, Franz H. Mueller, Heinrich Rommen et Oswald von Nell-Breuning, il était membre du "Cercle de Königswinter" à l'Institut pour la société et l'économie de Königswinter.

## Récompenses honorifiques
Briefs reçut de multiples bourses de recherches et obtint six doctorats honoraires. De plus :
- 1959 – La Croix de l'ordre du Mérite de la République fédérale allemande "Pour le mérite"
- 1968 – L'Étoile de l'ordre du Mérite.

Briefs publia approximativement 350 articles scientifiques. La route Götz-Briefs-Weg dans sa ville natale fut inaugurée en 1989.

## Littérature
- Alois Amstad: Das Werk von Goetz Briefs. Als Beitrag zu Sozialwissenschaft und Gesellschaftskritik aus der Sicht christlicher Sozialphilosophie (= Volkswirtschaftliche Schriften, Bd. 354). Duncker & Humblot, Berlin 1985.  (ISBN 3-428-05907-7).
- Ferdinand Brenninkmeijer: Der Unternehmer bei Goetz Briefs. Eine soziologische und sozialethische Studie. Diss. Universität Würzburg, 1987.
- Robert Volz: Reichshandbuch der deutschen Gesellschaft – Das Handbuch der Persönlichkeiten in Wort und Bild. Erster Band, Deutscher Wirtschaftsverlag, Berlin 1930,  (ISBN 3-598-30664-4).
- Karl-Heinz Grohall: Briefs, Goetz Anton. In: Hugo Maier (Hrsg.): Who is who der Sozialen Arbeit. Lambertus, Freiburg im Breisgau 1998,  (ISBN 3-7841-1036-3), S. 110–111.
- Eckhard Hansen, Florian Tennstedt (Hrsg.) u. a.: Biographisches Lexikon zur Geschichte der deutschen Sozialpolitik 1871 bis 1945. Band 2: Sozialpolitiker in der Weimarer Republik und im Nationalsozialismus 1919 bis 1945. Kassel University Press, Kassel 2018,  (ISBN 978-3-7376-0474-1), S. 23 f. (Online, PDF; 3,9 MB).
- Heinrich Basilius Streithofen (de), Rüdiger von Voss (de) (Hrsg.): Goetz Briefs. Ausgewählte Schriften. Band 1 und 2, Berlin 1980.
- (de) Arnd Klein-Zirbes, « Briefs, Gottfried Anton, genannt Goetz », dans Biographisch-Bibliographisches Kirchenlexikon (BBKL), vol. 25, Nordhausen, 2005 (ISBN 3-88309-332-7, lire en ligne), colonnes 132-137 (Article sur Internet Archive).